# Sciapus grandicaudatus
Sciapus grandicaudatus är en tvåvingeart som först beskrevs av Lamb 1922.  Sciapus grandicaudatus ingår i släktet Sciapus och familjen styltflugor.
Artens utbredningsområde är Seychellerna. Inga underarter finns listade i Catalogue of Life.